# Kévin Yann
 (octobre 2021).
Si vous disposez d'ouvrages ou d'articles de référence ou si vous connaissez des sites web de qualité traitant du thème abordé ici, merci de compléter l'article en donnant les références utiles à sa vérifiabilité et en les liant à la section « Notes et références ».
Kévin Yann, né le 11 septembre 1989 à Quimper (France), est un footballeur français qui évolue au poste de milieu axial. 
Amateur dans les rangs de l'EA Guingamp puis du FC Lorient, il a ensuite poursuivi sa carrière en Asie du sud-est avant de revenir en Bretagne.

## Biographie
Kévin Yann commence le football dans son club de quartier, à Goulien. Ce club avait auparavant vu éclore le tacticien Christian Gourcuff. Quelques années plus tard voulant jouer à un niveau supérieur, Kévin Yann s'inscrit dans le club voisin de la Stella Maris, club basé à Douarnenez qui a notamment formé Serge Le Dizet et Romain Danzé. Kévin Yann y fait ses classes durant deux années avant de rejoindre l'EA Guingamp. Au sein du club costarmoricain, il fait ses premières apparitions dans l'équipe réserve (alors en CFA) lors de la saison 2007-2008, sous les ordres de Jacques Cadran. Kévin Yann dispute 5 matches cette saison avec l'équipe B.
Le jeune breton part ensuite au FC Lorient, ou il fera une saison complète avec la réserve en CFA2 (28 matches, 4 buts). Kévin Yann continue sa progression au sein de la réserve lorientaise et devient capitaine de l'équipe. Mais des performances en retrait l'éloignent rapidement de l'équipe B, et Kévin Yann se contente d'évoluer dans l'équipe C, en DH. En conflit avec le club, le joueur cherche à quitter le FC Lorient. 
Un agent lui propose de rejoindre l'Étoile Football Club, nouveau club prenant part au championnat de Singapour composé exclusivement de français. Kévin Yann passe avec succès le test physique de recrutement et signe en mars 2010 pour son nouveau club.
Malgré une arrivée dans le groupe un mois après le démarrage du championnat, Kévin Yann gagne sa place de titulaire et dispute son premier match le 22 mars face aux Tampines Rovers. Peu de temps après, il remporte la Coupe de la Ligue en disputant toute la finale. Au total, Kévin Yann joue 28 matches de championnat (pour 4 buts inscrits) et 6 matches en coupe, et remporte le titre de champion de Singapour.
Début 2011, il s'engage avec le club indonésien des Medan Chiefs. En 2012, il rejoint un autre club indonésien : le PPSM Sakti Magelang.
En juin 2013, après trois ans passés en Asie, il retourne en France et retrouve un statut amateur en s'engageant pour le club breton de l'AS Plouhinec (DSR).
Après trois saisons passées à l'AS Plouhinec , il s'engage en 2016 avec les GSY Bourg-Blanc (DHR).

## Palmarès
- Coupe de la Ligue de Singapour
  - Vainqueur : 2010

- Championnat de Singapour
  - Vainqueur : 2010